# DXC Technology
DXC Technology (DXC, «Ди-Экс-Си Текнолоджи») — американская ИТ-компания, созданная в 2017 году из объединения активов компании Computer Sciences Corporation и подразделения корпоративных ИТ-услуг HPE Enterprise Services корпорации Hewlett Packard Enterprise. Компания специализируется на оказании услуг в сфере информационных технологий, в том числе на оказании ИТ-консалтинга и аутсорсинге, обслуживании ИТ-техники в корпорациях, и системной интеграции. Является публичной компанией, акции торгуются на бирже под NYSE-тикером DXC.

## История
В мае 2016 года была заключена сделка по передаче подразделения корпоративных ИТ-услуг HPE Enterprise Services (с оборотом в $19 млрд, сформированной из компании EDS) компании Computer Sciences Corporation, в результате которой на рынке появился новый поставщик ИТ-услуг с годовой выручкой в $26 млрд. После объединения активов, 50 % акций новой объединённой корпорации были переданы HPE, которая также номинировала половину членов совета директоров новой компании, которую возглавил гендиректор Computer Sciences Майк Лори. Эта сделка была закрыта в апреле 2017 года и появилась новая корпорация DXC Technology. На момент создания у неё было 6 тыс. клиентов (компаний и госучреждений), их обслуживало 170 тыс. сотрудников, из них 43 тыс. в Индии.
В 2018 году подразделение по обслуживанию госучреждений США было выделено в самостоятельную компанию Perspecta Inc. В 2021 году она была поглощена компанией Peraton.
В 2019 году за 2 млрд долларов была куплена компания Luxoft.

## Деятельность
Подразделения компании по состоянию на 2024/25 финансовый год:
- Global Business Services — цифровая трансформация корпораций (разработка, внедрение и модернизация систем обработки информации); программное обеспечение для страховых компаний; аутсорсинг бизнес-процессов для страховых и финансовых компаний; 52 % выручки
- Global Infrastructure Services — проектирование, внедрение и обслуживание ИТ-инфраструктуры, в частности, оснащение и эксплуатация дата-центров; 48 % выручки.

Выручка компании за 2024/25 финансовый год составила 12,87 млрд долларов, из них на США пришлось 28 %, на Великобританию — 14 %, на остальную Европу — 32 %, на Австралию — 9 %, на другие регионы — 17 %.
В списке крупнейших компаний США Fortune 500 за 2024 год DXC Technology заняла 294-е место.

## Собственники и руководство
Акции компании котируются на Нью-Йоркской фондовой бирже и в основном принадлежат институциональным инвесторам. По состоянию на 2025 год крупнейшими из них были Vanguard Fiduciary Trust Co. (12,89 %), BlackRock Advisors LLC (12,16 %), DFA Australia Ltd. (5,63 %), Invesco Advisers, Inc. (5,01 %), Glenview Capital Management (3,84 %).
Руководство:
- Дэвид Лоуренс Герцог (David Lawrence Herzog) — председатель совета директоров с декабря 2023 года, член совета с 2017 года; с 2008 по 2016 год был главным финансовым директором American International Group.
- Рауль Фернандес (Raul Fernandez, род. в 1966 году) — генеральный директор с декабря 2023 года, президент с февраля 2024 года, член совета директоров с 2020 года; в 1991 году основал компанию Proxicom[англ.]; вице-председатель и совладелец компании Monumental Sports & Entertainment[англ.], владеющей несколькими спортивными клубами и аренами в Вашингтоне.